# Aeroportul Rajkot
Aeroportul Rajkot (IATA: RAJ, ICAO: VARK) este un aeroport din Rajkot, Rajkot Taluka⁠(d), Rajkot district⁠(d), Gujarat, India ce deservește zona Rajkot. Aeroportul a fost tranzitat în decembrie 2022 de 64.003 pasageri. A fost numit după zona deservită.
Situat la o altitudine de 134 m, aeroportul dispune de o singură pistă. Este operat de Airports Authority of India⁠(d).